# منافقون
سوره منافقون سوره ۶۳ از قرآن است، ۱۱ آیه دارد، و از سوره‌های مدنی است. محتوای این سوره بیشتر پیرامون منافق‌ها در جامعهٔ اسلامی است: برشمردن نشانه‌های منافقان و توصیه مومنان به برحذر بودن از منافقان و اینکه نعمت‌های دنیوی نباید آنان را از یاد خدا باز دارد از نکات این سوره است. از آداب نماز جمعه این است که این سوره در رکعت دوم خوانده شود تا نمازگزاران «توطئه‌های منافقان» را در یاد داشته‌باشند.